# Løgtingswahl 1984
- Republikaner: 6
- Sozialdemokraten: 8
- Selbstverwaltung: 2
- Unionisten: 7
- Christdemokraten: 2
- Volkspartei: 7

Die Løgtingswahl 1984 auf den Färöern fand am 8. November 1984 statt. Es war die 10. Wahl nach Erlangung der inneren Selbstverwaltung (heimastýri) im Jahr 1948.
Gewinner waren der sozialdemokratische Javnaðarflokkurin, der einen Sitz hinzu gewinnen konnte und größte Partei wurde, sowie der konservative Fólkaflokkurin, der seinen Sitzanteil von 6 auf 7 erhöhte.
Verlierer dieser Wahl war der unionistische Sambandsflokkurin, der einen Sitz abgeben musste.
Der linksrepublikanische Tjóðveldisflokkurin konnten dagegen seine Stimm- und Sitzanteile halten.
Von den beiden kleineren Parteien konnte der Sjálvstýrisflokkurin zwar seine Stimmanteile halten, musste dennoch einen Sitz abgeben. Der Framburðsflokkurin, der bei dieser Wahl zum ersten Mal unter seinem neuen Namen Kristiligi Fólkaflokkurin antrat, verbuchte jedoch herbe Verluste. Diese führten allerdings nicht zu einem Sitzverlust.
Das Wahlergebnis hatte zur Folge, dass die unionistisch geführte Landesregierung Pauli Ellefsen durch die sozialdemokratisch geführte Landesregierung Atli Dam IV abgelöst wurde. Der Sjálvstýrisflokkurin war die einzige Partei, die in beiden Koalition vertreten war und somit an der Macht blieb.

## Ergebnisse der Løgtingswahl vom 8. November 1984
An der Wahl beteiligten sich sechs Parteien.
| Partei                        | Stimmen | Prozent | Sitze |  |
| ----------------------------- | ------- | ------- | ----- |  |
| C – Javnaðarflokkurin         | 5.879   | 23,4    | 8     |  |
| A – Fólkaflokkurin            | 5.446   | 21,7    | 7     |  |
| B – Sambandsflokkurin         | 5.330   | 21,2    | 7     |  |
| E – Tjóðveldisflokkurin       | 4.921   | 19,5    | 6     |  |
| D – Sjálvstýrisflokkurin      | 2.135   | 8,5     | 2     |  |
| F – Kristiligi Fólkaflokkurin | 1.466   | 5,8     | 2     |  |
| Gesamt                        | 25.177  | 100     | 32    |  |